# Final da Coppa Italia de 2018
A Final da Coppa Italia de 2018 decidiu o campeão da Coppa Italia de 2017–18, sendo a 71.ª temporada da copa de futebol da Itália. Foi disputada em 9 de maio de 2018 no Estádio Olímpico de Roma em Roma, entre Juventus e Milan.
A Juventus venceu a partida por 4–0 com todos os gols sendo marcados na etapa final, conquistando assim o quarto título consecutivo da Coppa Italia e o 13.º título no total. Foi a quinta vez que as duas equipes se enfrentaram na final da competição, a Juventus ganhou em 1942, 1990 e 2016, e o Milan venceu a final de 1973.

## Caminho até a final
Nota: Em todos os resultados abaixo, o placar do finalista é dado primeiro (M: mandante; V: visitante).
| Juventus | Juventus                    | Fase                    | Milan          | Milan                                         |
| -------- | --------------------------- | ----------------------- | -------------- | --------------------------------------------- |
| Oponente | Oponente                    | Coppa Italia de 2017–18 | Oponente       | Oponente                                      |
| Genoa    | 2–0 (M)                     | Oitavas de final        | Hellas Verona  | 3–0 (M)                                       |
| Torino   | 2–0 (M)                     | Quartas de final        | Internazionale | 1–0 (pro.) (M)                                |
| Atalanta | 1–0 (M), 1–0 (V) (2–0 agr.) | Semifinal               | Lazio          | 0–0 (M), 0–0 (pro.) (V) (0–0 agr.), 5–4 pen.) |

## Partida

### Detalhes
| 9 de maio de 2018  | Juventus                                                  | 4–0    | Milan | Estádio Olímpico de Roma, Roma                     |
| 21:00 CEST (UTC+2) | Benatia 56', 64' · Douglas Costa 61' · Kalinić 76' (g.c.) | Súmula |       | Público: 66 400 Árbitro: ITA Antonio Damato (FIFA) |

| Juventus | Milan |

|                      | 1  | Gianluigi Buffon (c)  |     |     |
|                      | 7  | Juan Cuadrado         |     |     |
|                      | 15 | Andrea Barzagli       |     |     |
|                      | 4  | Medhi Benatia         |     |     |
|                      | 22 | Kwadwo Asamoah        |     |     |
|                      | 6  | Sami Khedira          |     |     |
|                      | 5  | Miralem Pjanić        |     | 87' |
|                      | 14 | Blaise Matuidi        |     |     |
|                      | 10 | Paulo Dybala          |     | 83' |
|                      | 11 | Douglas Costa         | 62' | 73' |
|                      | 17 | Mario Mandžukić       |     |     |
| Reservas:            |    |                       |     |     |
|                      | 16 | Carlo Pinsoglio       |     |     |
|                      | 23 | Wojciech Szczęsny     |     |     |
|                      | 2  | Mattia De Sciglio     |     |     |
|                      | 12 | Alex Sandro           |     |     |
|                      | 21 | Benedikt Höwedes      |     |     |
|                      | 24 | Daniele Rugani        |     |     |
|                      | 26 | Stephan Lichtsteiner  |     |     |
|                      | 8  | Claudio Marchisio     |     | 87' |
|                      | 27 | Stefano Sturaro       |     |     |
|                      | 30 | Rodrigo Bentancur     |     |     |
|                      | 9  | Gonzalo Higuaín       |     | 83' |
|                      | 33 | Federico Bernardeschi |     | 73' |
| Técnico:             |    |                       |     |     |
| Massimiliano Allegri |    |                       |     |     |

|                 | 99 | Gianluigi Donnarumma |     |     |
|                 | 2  | Davide Calabria      | 73' |     |
|                 | 19 | Leonardo Bonucci (c) |     |     |
|                 | 13 | Alessio Romagnoli    |     |     |
|                 | 68 | Ricardo Rodríguez    |     |     |
|                 | 79 | Franck Kessié        |     |     |
|                 | 73 | Manuel Locatelli     |     | 80' |
|                 | 5  | Giacomo Bonaventura  |     |     |
|                 | 8  | Suso                 |     | 67' |
|                 | 63 | Patrick Cutrone      |     | 62' |
|                 | 10 | Hakan Çalhanoğlu     |     |     |
| Reservas:       |    |                      |     |     |
|                 | 30 | Marco Storari        |     |     |
|                 | 90 | Antonio Donnarumma   |     |     |
|                 | 17 | Cristián Zapata      |     |     |
|                 | 20 | Ignazio Abate        |     |     |
|                 | 22 | Mateo Musacchio      |     |     |
|                 | 31 | Luca Antonelli       |     |     |
|                 | 4  | José Mauri           |     |     |
|                 | 18 | Riccardo Montolivo   |     | 80' |
|                 | 21 | Lucas Biglia         |     |     |
|                 | 7  | Nikola Kalinić       |     | 62' |
|                 | 9  | André Silva          |     |     |
|                 | 11 | Fabio Borini         |     | 67' |
| Técnico:        |    |                      |     |     |
| Gennaro Gattuso |    |                      |     |     |

| Bandeirinhas: Riccardo Di Fiore Giulio Dobosz Quarto árbitro: Marco Guida Bandeirinha reserva: Fabrizio Posado VAR: Massimiliano Irrati Assistente do VAR: Gianluca Vuoto | Regras da partida - 90 minutos. - 30 minutos de tempo extra, se persistir o empate no tempo normal. - Penalidades máximas, se o resultado terminar empatado na prorrogação. - Doze reservas à disposição, dos quais somente três podem ser usados. |